# Račí (Volyně)
Račí je malá vesnice, část města Volyně v okrese Strakonice v Jihočeském kraji. Nachází se asi 2,5 kilometru jihovýchodně od Volyně. Račí leží v katastrálním území Račí u Nišovic o rozloze 1,7 km². V katastru Račí je stojí železniční zastávka Nišovice na trati Strakonice–Volary.
Místní části Černětice a Račí leží jižně od vlastní Volyně a společně tvoří exklávu města, od něhož jsou odděleny obcí Nišovice.

## Historie
První písemná zmínka o vesnici pochází z roku 1400.

## Obyvatelstvo
| Rok            | 1869 | 1880 | 1890 | 1900 | 1910 | 1921 | 1930 | 1950 | 1961 | 1970 | 1980 | 1991 | 2001 | 2011 | 2021 |
| -------------- | ---- | ---- | ---- | ---- | ---- | ---- | ---- | ---- | ---- | ---- | ---- | ---- | ---- | ---- | ---- |
| Počet obyvatel | 47   | 52   | 53   | 48   | 60   | 62   | 59   | 41   | 45   | 38   | 41   | 26   | 27   | 24   | 19   |
| Počet domů     | 9    | 9    | 9    | 10   | 10   | 10   | 10   | 10   | 10   | 11   | 10   | 11   | 13   | 13   | 12   |

## Obecní správa
Při sčítání lidu v letech 1850–1974 Račí bylo osadou obce Nišovice v okrese Strakonice. Od 1. dubna 1974 je částí města Volyně v okrese Strakonice. Poté se Nišovice opět osamostatnily, ale Račí již zůstalo součástí Volyně.

## Pamětihodnosti
- Kaple na návsi
- Usedlost čp. 1 (kulturní památka)